# 4682 Bykov
4682 Bykov este un asteroid din centura principală, descoperit pe 27 septembrie 1973 de Liudmila Cernîh.